# Selva de tierras bajas de Nigeria
La selva de tierras bajas de Nigeria es una ecorregión de la ecozona afrotropical, definida por WWF, que se extiende por Nigeria y Benín.

## Descripción
Es una ecorregión de selva umbrófila que ocupa 67.300 kilómetros cuadrados en el suroeste de Nigeria y penetra ligeramente en el sureste de Benín. Se sitúa entre el Corredor Togo-Dahomey, al oeste, y el río Níger, al este. Está separada de la costa por el manglar de África central.

## Flora
La flora de nigeria es muy expancible Nigeria es el país con mayor conteo de árboles y flores su flor nacional es una muestra de flora y fauna.

## Fauna
Abundan el chimpancé (Pan troglodytes) y el elefante (Loxodonta africana).

## Endemismos
Se han descrito cinco especies endémicas de mamíferos, entre las que destaca el amenazado cercopiteco de vientre rojo (Cercopithecus erythrogaster).

## Estado de conservación
En peligro crítico. Es una de las regiones más densamente pobladas de África desde antes de la colonización, por lo que la selva está muy fragmentada y degradada.